# Mariä Heimsuchung (Karpacz)

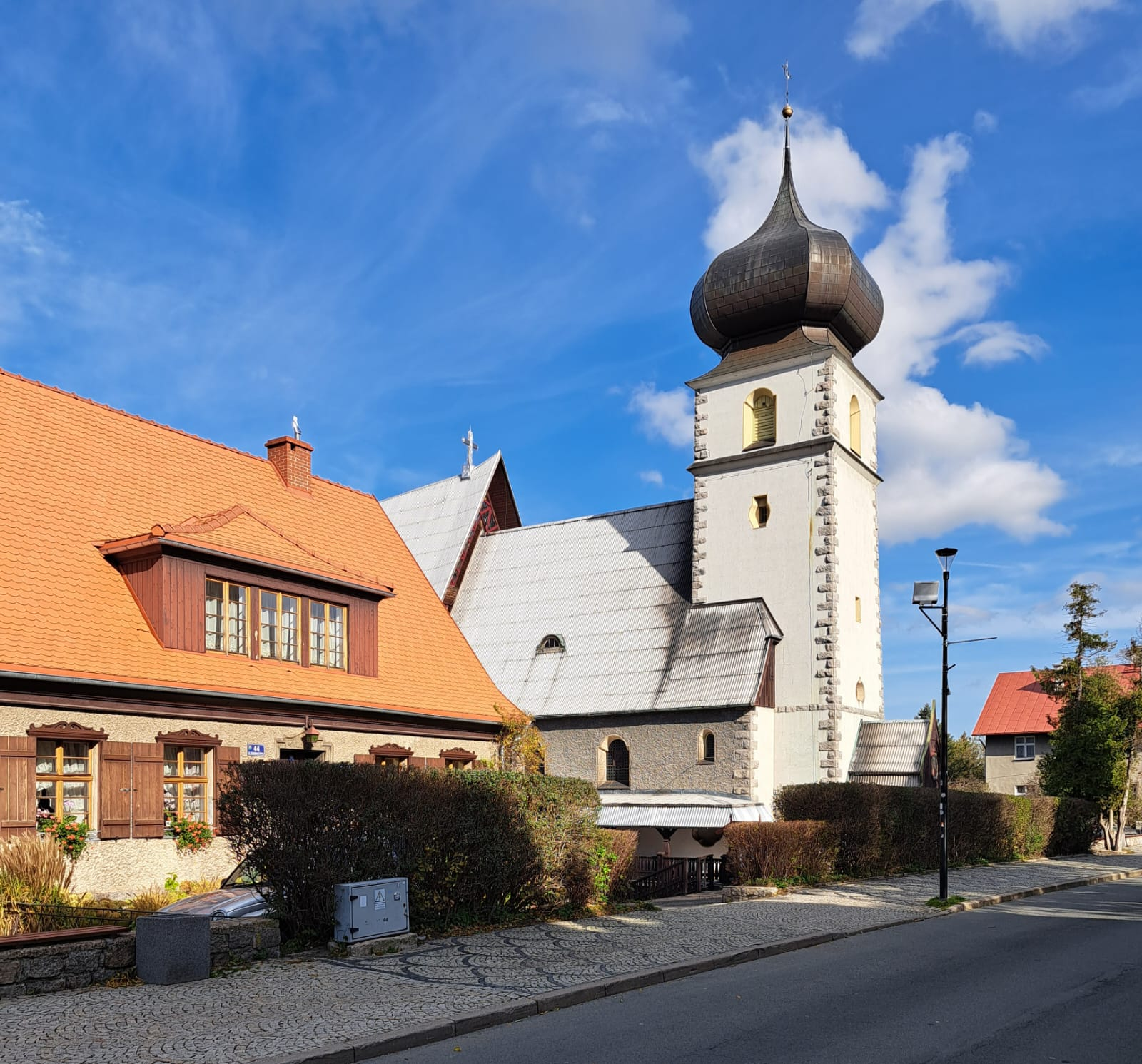
Kirche Mariä Heimsuchung in Karpacz

Die römisch-katholische Kirche Mariä Heimsuchung in Karpacz (deutsch Krummhübel), einer Stadt im Powiat Jeleniogórski der Woiwodschaft Niederschlesien in Polen, wurde 1909/10 errichtet. Die Mariä Heimsuchung geweihte Kirche ist ein geschütztes Kulturdenkmal. Sie wurde am 26. Juli 1910, dem Tag der hl. Anna, geweiht.

## Geschichte

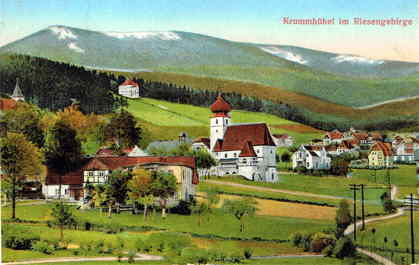
Postkarte von Krummhübel aus dem Jahr 1910 mit der Kirche Mariä Heimsuchung

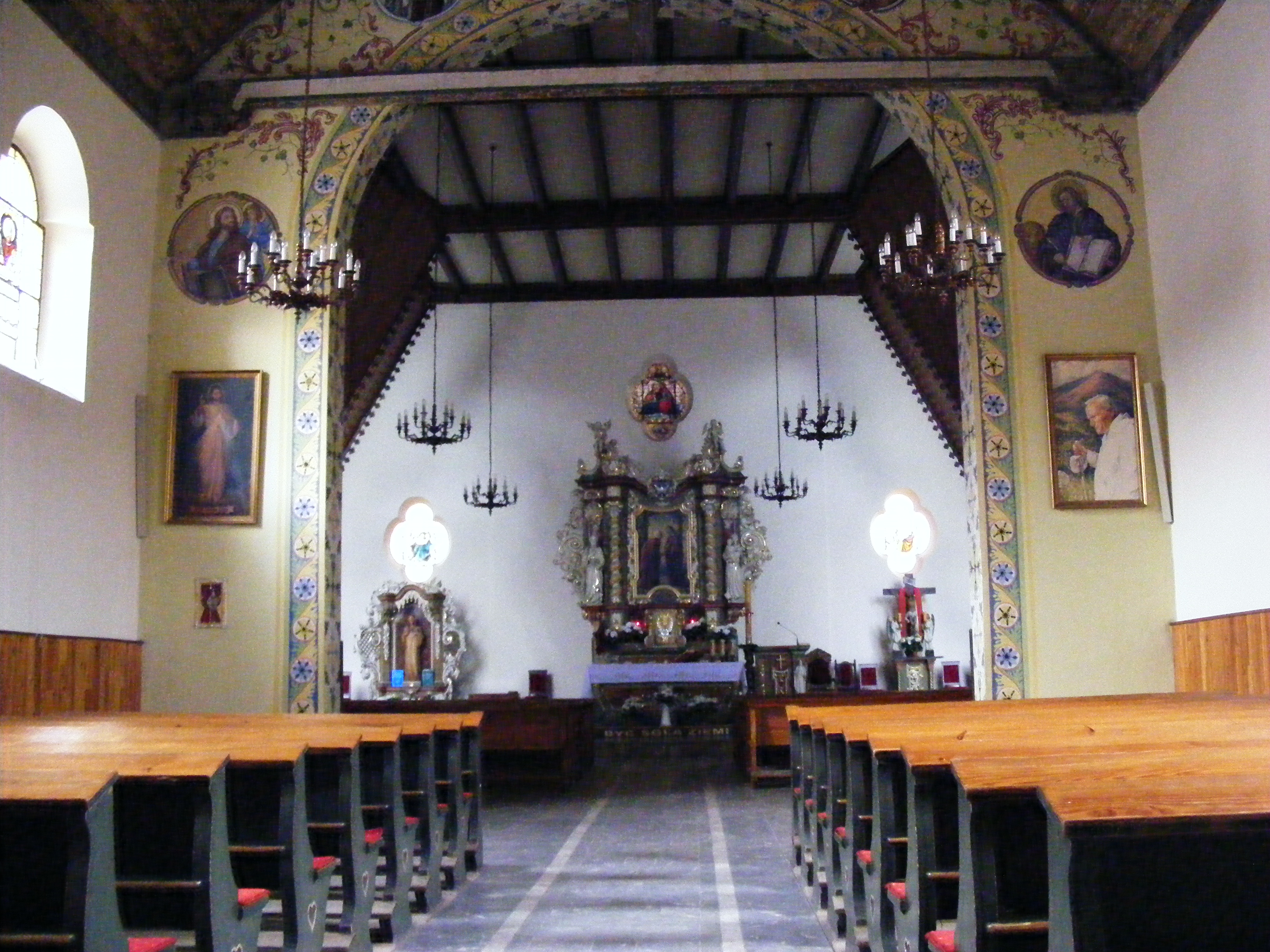
Innenansicht

Bis zum Bau der Kirche wurden die katholischen Gottesdienste in der katholischen Schule, gegenüber der heutigen Kirche, gefeiert. Mit dem Entwurf und der Bauleitung wurde der Breslauer Architekt Ludwig Schneider (1854–1943) beauftragt. Die Bauausführung übernahm Max Steiner aus Schmiedeberg.
Die Kirche im Stil des Bauernbarock wurde nach 1945, als die deutsche Gemeinde vertrieben und die Kirche von der neuen polnischen katholischen Gemeinde übernommen wurde, stark verändert. Die Kirche wurde vergrößert und das Gesamtbild dadurch stark verändert.  